# Вулиця Гіацинтова (Львів)
Вулиця Гіацинтова — вулиця у Залізничному районі міста Львова, в місцевості Сигнівка. Сполучає вулиці Патона та Тюльпанову.

## Історія та забудова
Вулиця виникла у 1950-х роках, а 1957 року отримала сучасну назву.
Вулиця Гіацинтова забудована двоповерховими будинками у стилі конструктивізму та будинками барачного типу 1950-х років.